# Komplex függvény
A matematikában komplex függvénynek nevezünk egy leképezést, ha értelmezési tartománya és értékkészlete egyaránt a komplex számok részhalmaza. Elsősorban a komplex analízis foglalkozik a komplex függvények jellemzésével.

## Elemi tulajdonságok
- Komplex függvények összege, különbsége, szorzata is komplex függvény az értelmezési tartományok metszetén.
- Komplex függvények hányadosa is komplex függvény, de természetesen csak ott értelmezett, ahol a nevező nem nulla.
- Komplex függvények kompozíciója is komplex függvény.

## Példák

### Elemi
Mivel minden valós szám egyben komplex is, a valós függvények triviális példái a komplex függvényeknek.
Feltehetően a legegyszerűbb példák a valósrész- és a képzetesrész-operátorok, melyeket leggyakrabban Re illetve Im névvel illetnek:
{\displaystyle a+bi=z\mapsto Re(z)=a}
{\displaystyle a+bi=z\mapsto Im(z)=b}
A konjugátképzés is az elemibb komplex függvények közé tartozik:
{\displaystyle a+bi=z\mapsto {\overline {z}}=a-bi}
Az elforgatás operátor a komplex számnak megfelelő síkvektort forgatja el az origó körül:
{\displaystyle rot_{\gamma }(z)=ze^{i\gamma }}
Komplex szám abszolútértéke valós szám, de a valós számok halmaza beágyazható a komplex számsíkba, így az abszolútértékképzés is tekinthető komplex függvénynek:
{\displaystyle a+bi=z\mapsto |z|={\sqrt {a^{2}+b^{2}}}}

### Algebrai
A komplex számok halmazán értelmezett aritmetikai műveletek (összeadás, kivonás, osztás és szorzás) segítségével is értelmezhetőek komplex függvények.
Központi szerepet játszanak a polinomfüggvények, melyek általános alakban a következő képlettel adhatóak meg:
{\displaystyle f(z)=a_{0}+a_{1}z+a_{2}z^{2}+\dots +a_{n}z^{n}}
Polinomfüggvények hányadosait racionális függvényeknek hívjuk. Ezek általános alakja a következő:
{\displaystyle f(z)={a_{0}+a_{1}z+a_{2}z^{2}+\dots +a_{n}z^{n} \over b_{0}+b_{1}z+b_{2}z^{2}+\dots +b_{m}z^{m}}}